# TEAM 22
TEAM 22（ちーむ とぅえんてぃとぅ）は、かつて存在した日本のレーシングチーム。

## 概要
オーナーは、シアトル・マリナーズ（当時）の佐々木主浩。チーム名は佐々木の背番号「22」に由来。その為、ゼッケンも「22」を使用した。
2002年と2003年にフォーミュラ・ニッポン参戦。
佐々木は現役引退後、2017年にSUPER GTやスーパー耐久に参戦している「D'STATION Racing」のチーム総監督に就任。

## 成績
2002年
ドライバーに伊藤大輔を起用。メンテナンスはムーンクラフトに委託。
参戦初年は成績は揮わず、全戦完走を果たすが一度も入賞することなく0ポイントでシーズンを終えた。
2003年
ドライバーに脇阪寿一を起用。メンテナンスはルマンに委託。
2年目は、第2戦で5位に入賞しチーム初ポイントを獲得。更に第4戦では初優勝を遂げた。以降もポイントを重ね、最終的には31ポイント（内、優勝2回）を獲得し、チームランキング4位（ドライバーズランキングは3位）に終わった。

## 戦績

### フォーミュラ・ニッポン
| 年     | ドライバー | シャシー      | エンジン | タイヤ | 1       | 2     | 3       | 4     | 5     | 6     | 7       | 8      | 9       | 10    | 順位 | ポイント |
| ------ | ---------- | ------------- | -------- | ------ | ------- | ----- | ------- | ----- | ----- | ----- | ------- | ------ | ------- | ----- | ---- | -------- |
| 2002年 | 伊藤大輔   | レイナード99L | 無限     | B      | SUZ 10  | FSW 9 | MIN 10  | SUZ 9 | TRM 8 | SUG 9 | FSW 8   | MIN 11 | TRM 10  | SUZ 8 | NC   | 0        |
| 2003年 | 脇阪寿一   | ローラ・B351  | 無限     | B      | SUZ Ret | FSW 5 | MIN Ret | TRM 1 | SUZ 3 | SUG 3 | FSW Ret | MIN 6  | TRM Ret | SUZ 1 | 3位  | 31       |